# Rasmus Myrgren
Paul Rasmus Myrgren (Lindome, 25 novembre 1978) è un velista svedese.

## Palmarès

### Olimpiadi
- 1 medaglia:
  - 1 bronzo (Londra 2012 nella classe Laser)

### Mondiali
- 1 medaglia:
  - 1 bronzo (Jeju 2006 nella classe Laser)